# تپه شان لژ
تپه‌شان لژ مربوط به هزاره اول (پیش از میلاد) - دوره اسلامی قرن ۶ تا ۸ ه.ق است و در شهرستان تکاب، بخش مرکزی، دهستان انصار، روستای تاشه کبود واقع شده است. این اثر در تاریخ ۳۰ دی ۱۳۸۵ با شمارهٔ ثبت ۱۶۷۶۰ به عنوان یکی از آثار ملی ایران به ثبت رسیده است.